# 수잰 로이드

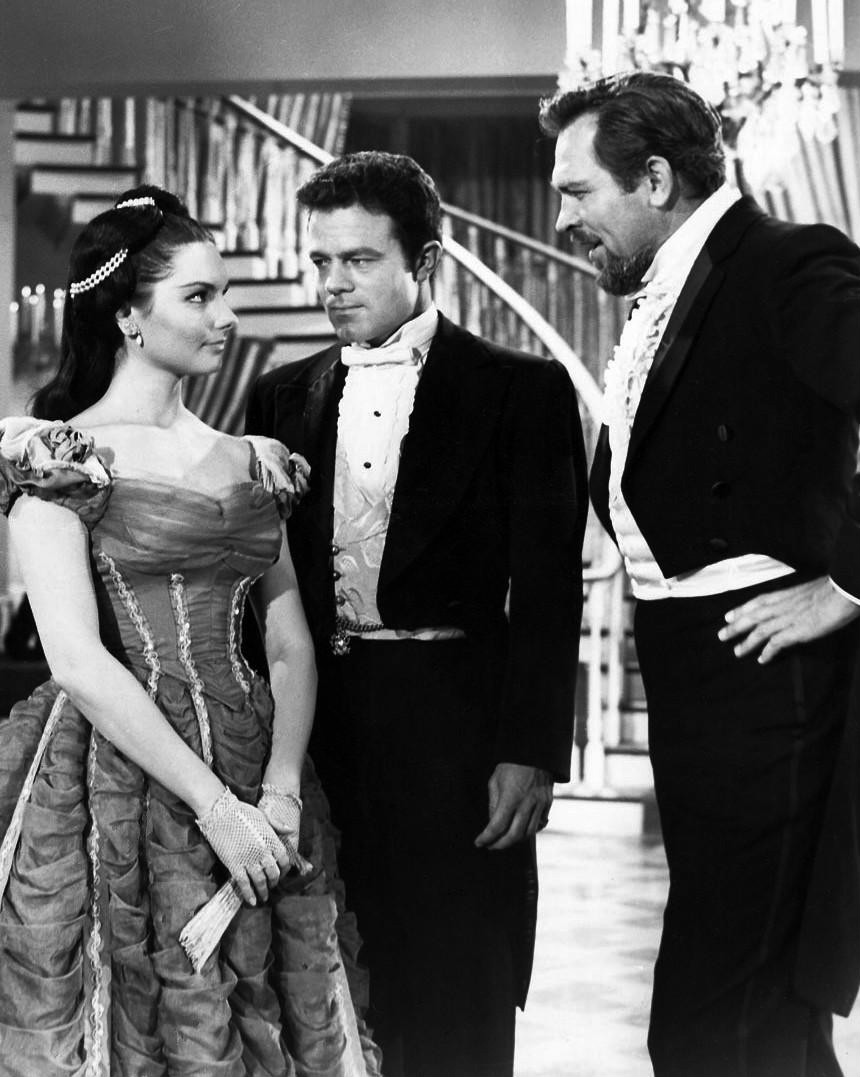

수잰 로이드(영어: Suzanne Lloyd, 1934년 11월 11일 ~ )는 캐나다의 배우이다.
토론토에서 태어났다.

## 출연 작품

### 영화
- 페페 (1960)

### 텔레비전
- 조로 (1957)
- 딜론 보안관 (1959)
- 선셋 77번가 (1959-60)
- 세인트 (1964)